# Crossocerus quadrimaculatus
Crossocerus quadrimaculatus é uma espécie de insetos himenópteros, mais especificamente de vespas pertencente à família Crabronidae.
A autoridade científica da espécie é Fabricius, tendo sido descrita em 1793.
Trata-se de uma espécie presente no território português.